# Чукалы (река)
Чукалы — река в России, протекает в Шемуршинском районе Чувашской Республики. Правый приток реки Чёрная Бездна.

## География
Река Чукалы берёт начало у села Новые Чукалы неподалёку от границы с Ульяновской областью. Течёт на северо-запад через населённые пункты Новые Чукалы и Русские Чукалы. Устье реки находится в 20 км по правому берегу реки Чёрная Бездна. Длина реки составляет 12 км. Наиболее крупный левый приток — река Мордово.

## Данные водного реестра
По данным государственного водного реестра России относится к Верхневолжскому бассейновому округу, водохозяйственный участок реки — Сура от Сурского гидроузла и до устья реки Алатырь, речной подбассейн реки — Сура. Речной бассейн реки — (Верхняя) Волга до Куйбышевского водохранилища (без бассейна Оки).
Код объекта в государственном водном реестре — 08010500312110000037736.